# Gare de Villeparisis - Mitry-le-Neuf
Gare de Villeparisis - Mitry-le-Neuf vasútállomás és RER állomás Franciaországban, Mitry-Mory településen.

## Vasútvonalak
Az állomást az alábbi vasútvonalak érintik:
- La Plain-Hirson-vasútvonal

## Kapcsolódó állomások
A vasútállomáshoz az alábbi állomások vannak a legközelebb:
- Gare de Mitry - Claye (Gare de Mitry - Claye, B RER-vonal)
- Gare du Vert-Galant (Gare de Saint-Rémy-lès-Chevreuse, Gare de Robinson, B RER-vonal)

## Lásd még
- Franciaország vasútállomásainak listája
- A RER állomásainak listája